# Lokve (Foča-Ustikolina, BiH)
Lokve su naseljeno mjesto u općini Foči-Ustikolini, Federacija BiH, BiH. Zapadno je rijeka Kolina.
Godine 1962. pripojena su im naselja Radeljevići, Šahbašići i Udovčići (Udovičići) (Sl.list NRBiH, br.47/62).

## Stanovništvo
| Narod     | Popis 1961. | Popis 1971. | Popis 1981. | Popis 1991. |
| --------- | ----------- | ----------- | ----------- | ----------- |
| Hrvati    |             |             |             |             |
| Muslimani | 87          | 614         | 521         | 254         |
| Srbi      | 17          | 9           | 7           | 5           |
| ostali    | 3           |             | 5           |             |
| Ukupno    | 107         | 623         | 533         | 259         |